# هاليجن

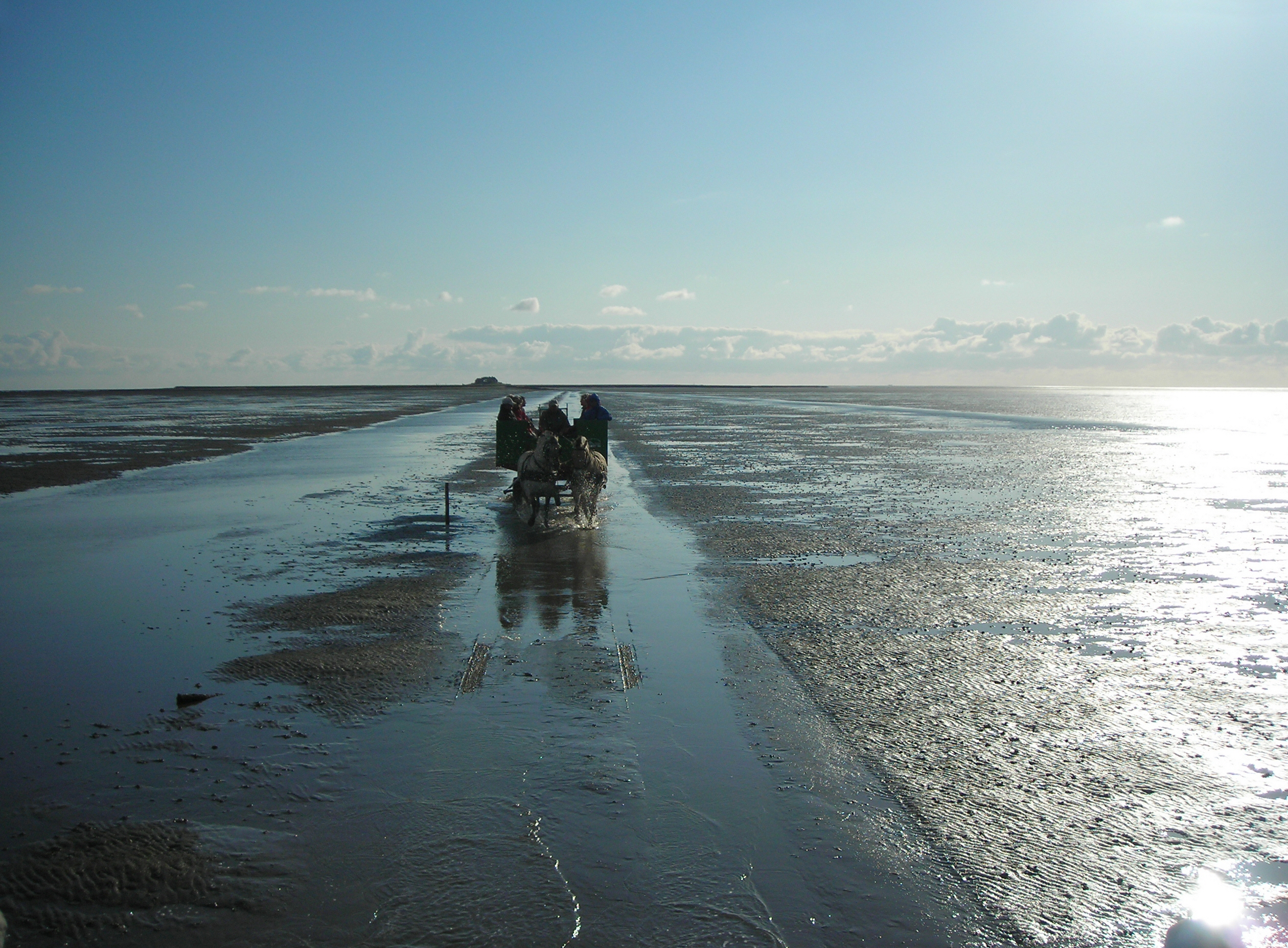
جزيرة هاليجن

هاليجن، جزر صغيرة بدون سدود حماية. هناك عشرة جزر الفريزية الشمالية على ساحل البحر ادن وشمال البحر شليسفيغ هولشتاين في منطقة شمال فريسلاند واحد في الساحل الغربي من الدنمارك (الدنماركية ادن جزر البحر).

## أصل التسمية
يأتي الاسم من كلمة هال سيلتيك، أي «ملح» ، إشارة إلى الأراضي المنخفضة في المنطقة التي غمرتها المياه المالحة في كثير من الأحيان. يوجد عدد أكبر من الهالوجين في العصور الوسطى مقارنة مع القرن الحادي والعشرين. إن وجود المجوفة هو نتيجة للفيضانات المتكررة والحماية الساحلية الضعيفة. كانت الفيضانات أكثر شيوعًا في العصور الوسطى وكانت الحماية الساحلية أكثر فقرًا. ستوضح نظرة على الخرائط الموجودة في هذه الصفحة أن هذا الجزء من ساحل بحر الشمال يقع في رحمة البحر.

## معرض صور

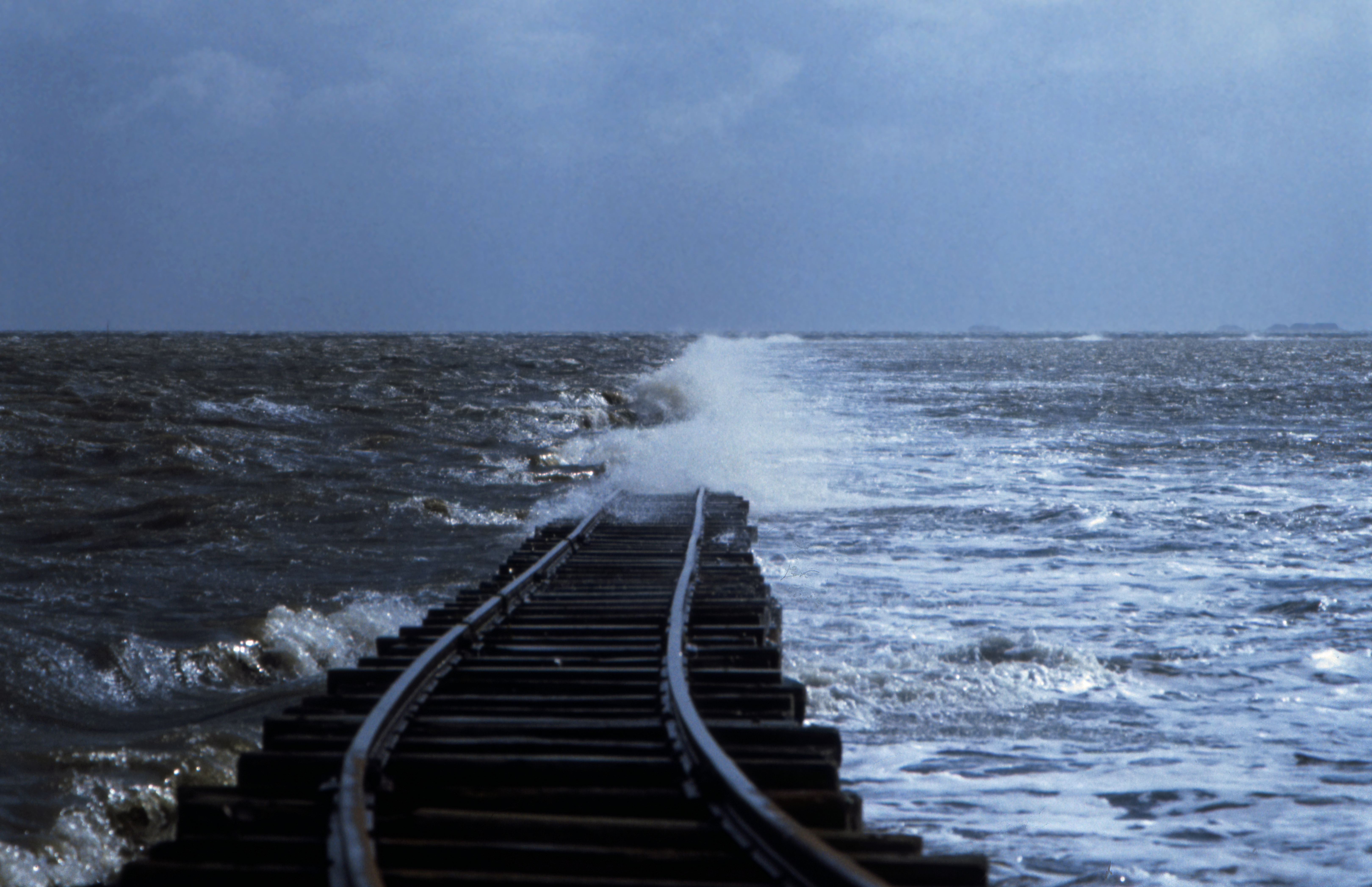
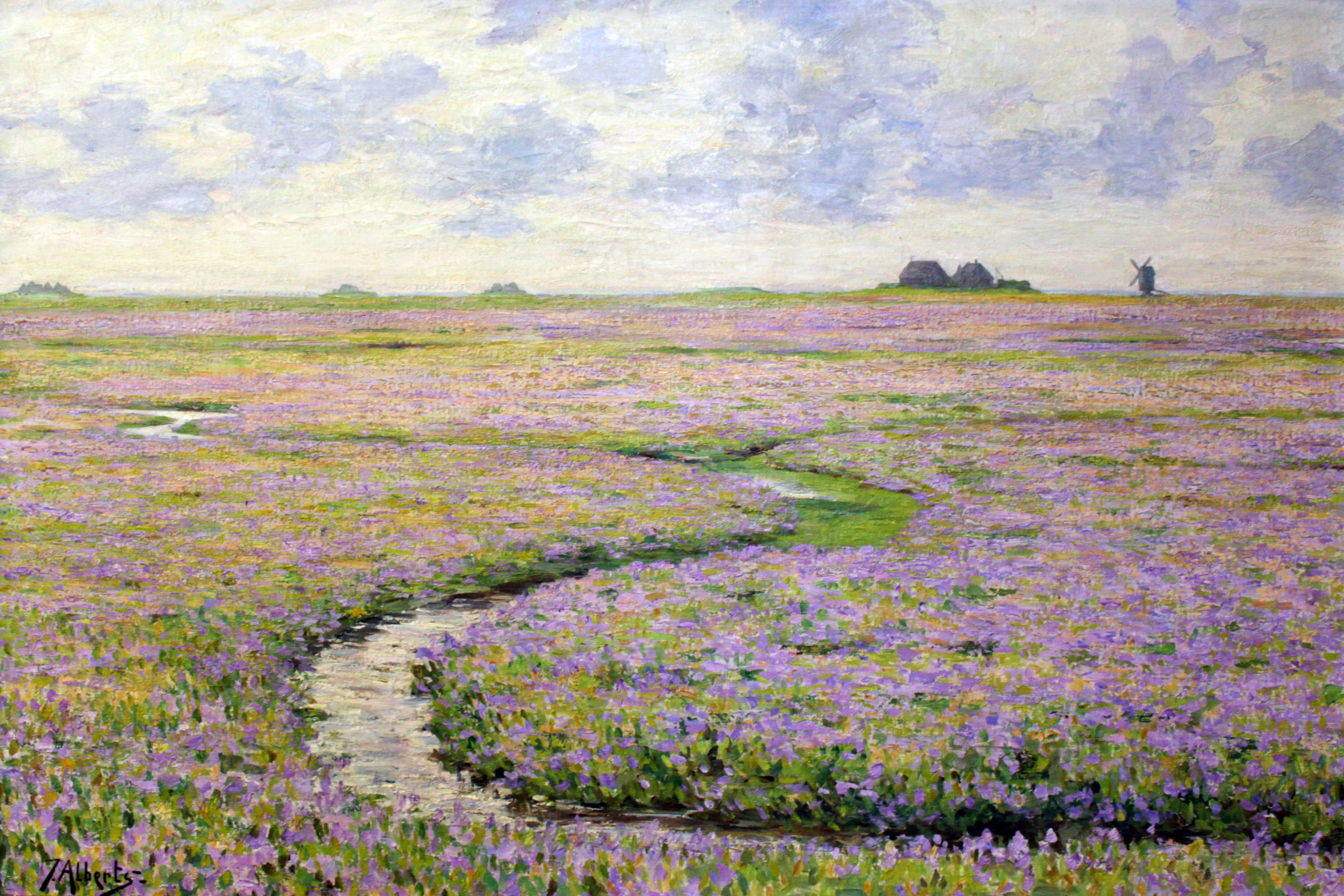
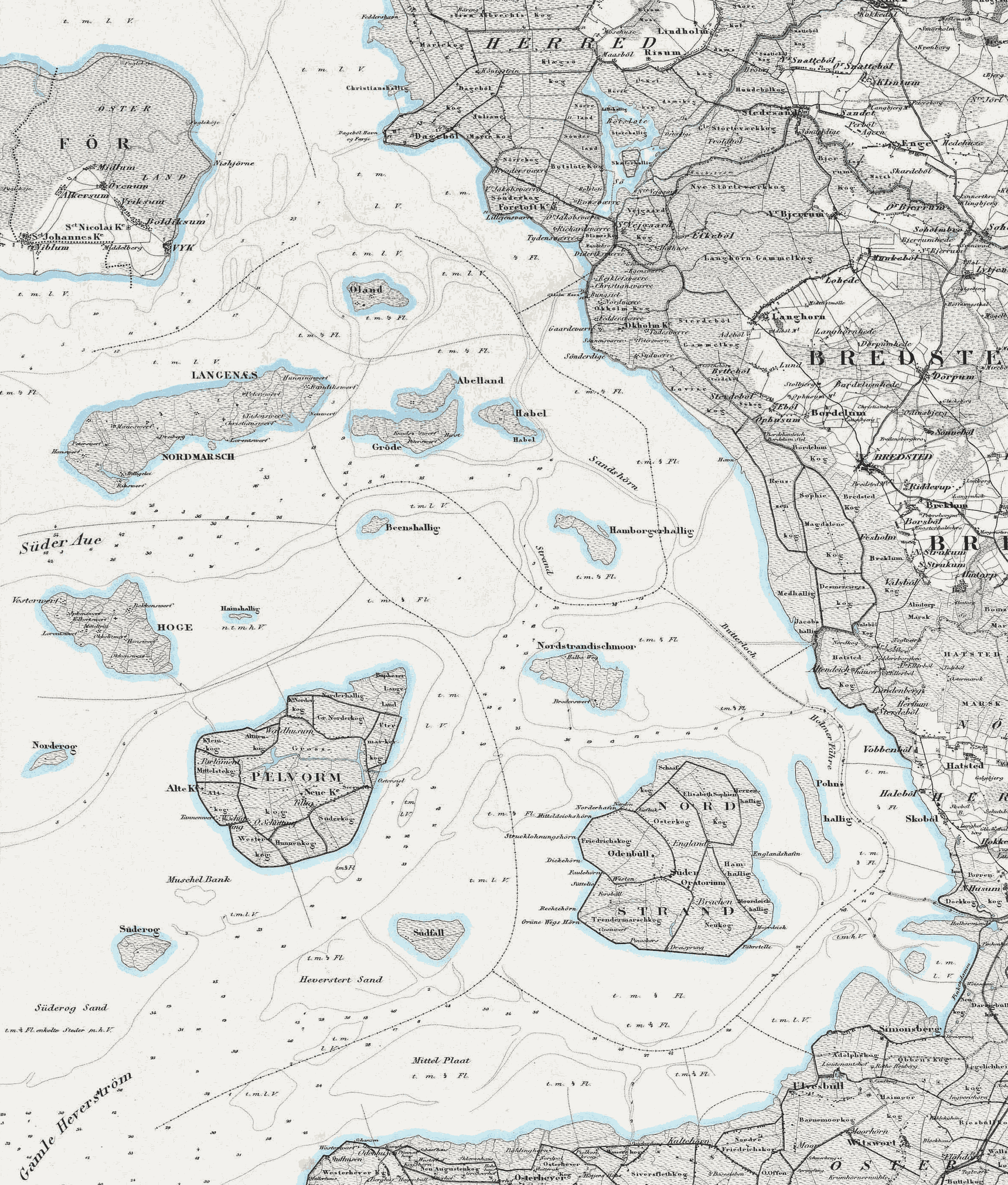
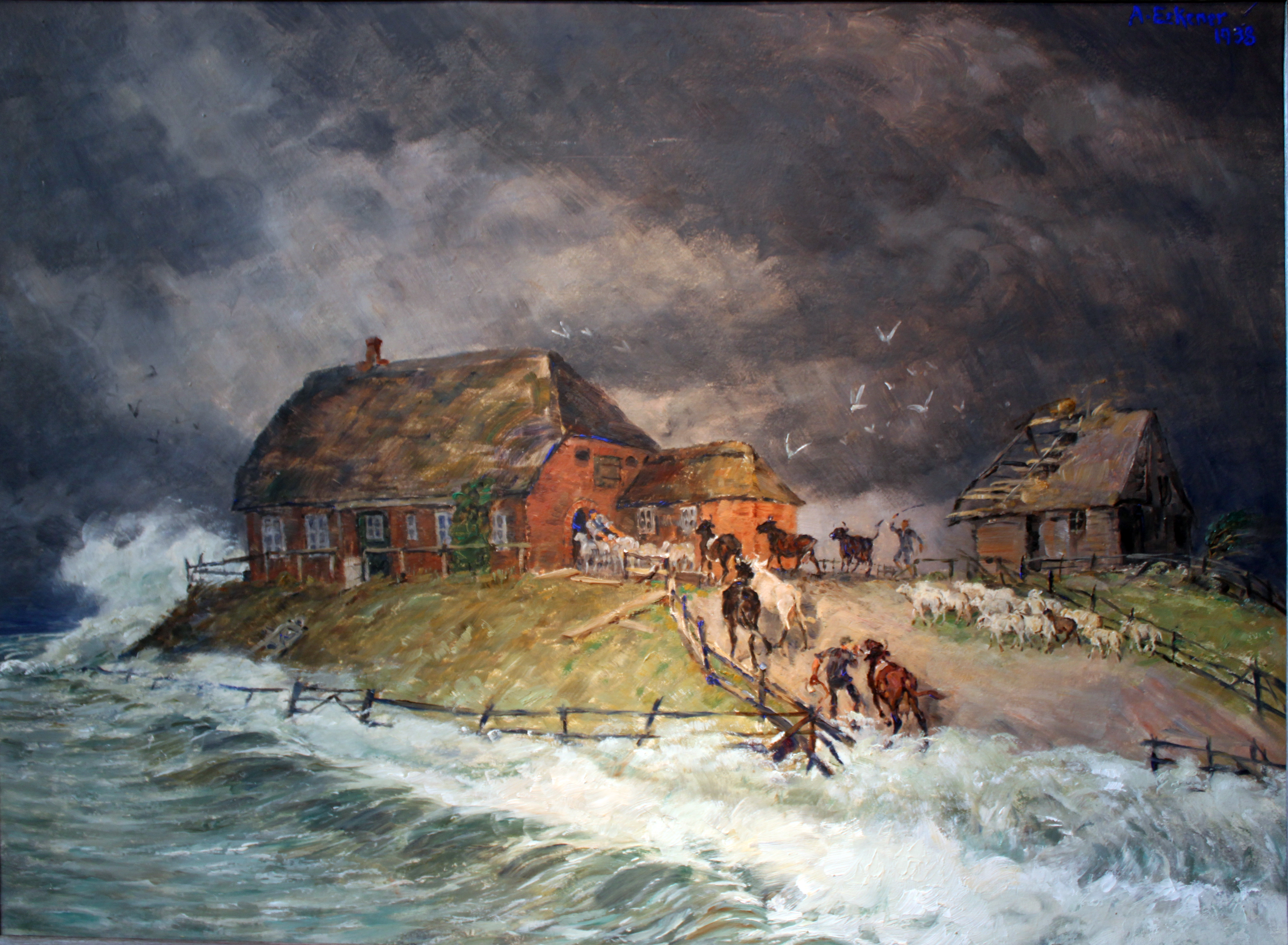
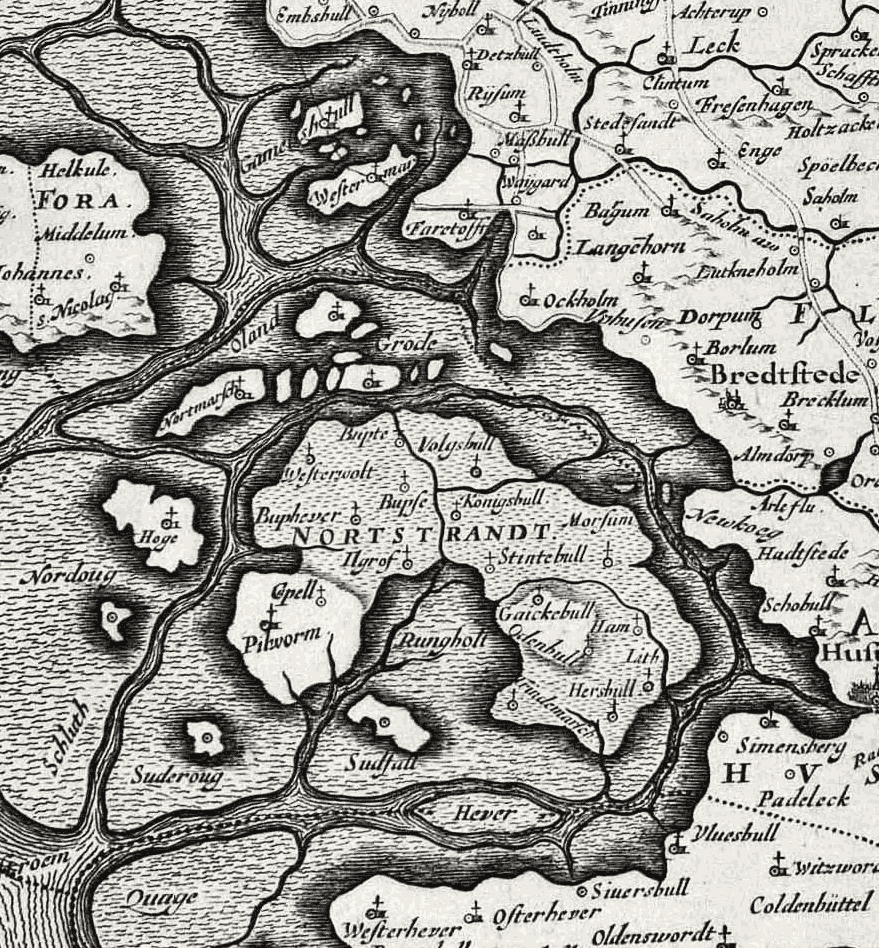